# Soul Surfer (film)
Pour les articles homonymes, voir Soul Surfer.
Pour plus de détails, voir Fiche technique et Distribution.
Soul Surfer est un film biographique américain réalisé par Sean McNamara. Il est sorti le 8 avril 2011 aux États-Unis. Le film est tiré d'une histoire vraie et raconte la vie de la surfeuse hawaïenne Bethany Hamilton.

## Synopsis
Bethany Hamilton est une adolescente qui vit à Kauai, à Hawaï avec ses parents, Tom et Cheri, et deux frères plus âgés. Tous sont des surfeurs, mais Bethany et sa meilleure amie Alana sont les plus douées et se prédestinent à une carrière professionnelle. Tout bascule lorsqu'à un entrainement avec le père et le frère d'Alana, Bethany est attaquée par un requin. Elle survit mais perd un bras, elle pense alors ne plus jamais pouvoir surfer.

## Fiche technique
- Production : Sean McNamara, Douglas Schwartz, David Zelon, David Brookwell, Dutch Hofstetter
- Budget :  18 000 000 $ [4].
- Langue : anglais
- Durée : 106 min

## Distribution
- AnnaSophia Robb : Bethany Hamilton
- Helen Hunt : Cheri Hamilton, mère de Bethany
- Dennis Quaid : Tom Hamilton, le père de Bethany
- Lorraine Nicholson : Alana Blanchard
- Carrie Underwood : Sarah Hill
- Jeremy Sumpter : Byron Blanchard, le frère d'Alana
- Kevin Sorbo : Holt Blanchard, le père d'Alana
- Ross Thomas : Noah Hamilton, frère de Bethany
- Chris Brochu : Timmy Hamilton, frère de Bethany

## Réception

### Critiques
Sur Metacritic, le film a obtenu une moyenne de 53 sur 100 de la presse.
Sur Rotten Tomatoes, le film a obtenu une moyenne de 
46% de la presse et de 75% de l’audience.

### Box-office
Le film a récolté 47 millions de dollars au box-office mondial pour un budget de 18 millions de dollar.

## Récompenses
| Année | Prix                            | Catégorie                       | Intitulé    | Résultat |
| ----- | ------------------------------- | ------------------------------- | ----------- | -------- |
| 2012  | MovieGuide Faith & Values Award | Meilleur film pour les familles | Soul Surfer | Lauréat  |